# Karel Loevenstein
Karel Arnold Jan Loevenstein (24. července 1885 Hradec Králové – 2. února 1938 Praha) byl český průmyslník a manažer, dlouholetý generální ředitel koncernu Akciová společnost, dříve Škodovy závody v Plzni a jedna z nejvlivnějších osobností hospodářského a politického života první republiky.

## Život

### Mládí
Karel Loevenstein se narodil 24. července 1885 v Hradci Králové. Jeho otec Arnold Lowenstein (později si změnil příjmení na Loevenstein) byl vysokým úředníkem uhelné společnosti v Hermsdorfu (dnes Sobięcin, část města Valbřich) a císařským radou. Původně židovského vyznání, konvertoval ke katolicismu v roce 1880. Roku 1883 se oženil s Ludmilou Richterovou, dcerou obchodníka suknem v Hradci Králové. Po Karlovi se v roce 1886 manželům Loevensteinovým narodil další syn Jan. Rodina Loevesteinových i s Arnoldovou sestrou Olgou se zanedlouho přestěhovala do Prahy.
Zámožní Loevensteinovi pěstovali čilé společenské styky, jejich synové patřili ke pražské "zlaté mládeži". Karel Loevenstein tak dostal možnost seznámit se s řadou pozdějších významných osobností hospodářských a politických kruhů první republiky. V roce 1900 se Karel seznámil se studentem Karlem Englišem, který později stal jedním z jeho nejbližších přátel a spolupracovníků.

### Vojenská služba a studium
Roku 1903 Karel maturoval na gymnáziu v Truhlářské ulici a na podzim nastoupil vojenskou službu jako jednoroční dobrovolník u 11. hulánského pluku v Pardubicích. Službu dokončil v roce 1904 v hodnosti poručíka.
Na podzim 1904 nastoupil na právnickou fakultu c. k. univerzity Karlo-Ferdinandovy. Zpočátku studium spíše zanedbával a věnoval se bohatému společenskému životu. Provozoval řadu sportů jako šerm, tenis a především jezdectví. Byl také členem francouzského konverzačního kroužku. Kvůli Karlovým nevalným studijním výsledkům mu otec najal v roce 1905 Karla Engliše jako domácího učitele.

### První zaměstnání a manželství
V srpnu 1908 Arnold Loevenstein zemřel a synové zůstali odkázáni na sebe, přesto se jejich hmotná situace příliš nezhoršila. Karel složil závěrečné zkoušky v únoru 1911 a poté nastoupil do pražské pobočky vídeňské banky Wiener Bankverein. Již v této době udivoval současníky svým jazykovým talentem - zvládal plynně němčinu, angličtinu a francouzštinu.
V červenci 1911 se v pražském kostele Panny Marie Sněžné oženil s Paulinou Langhansovou (1886–1963), dcerou pražského fotografa Jana Nepomuka Langhanse. S ní měl dcery Pavlu (1912–1965) a Karlu (1923–2018), syn Karel (*1918) zemřel krátce po narození. Mladší dcera Karla, provdaná Katschnerová, získala zámek v restituci v roce 1993. Nyní je majitelem zámku její syn Rodrigo (* 1959).
Manželé bydleli asi od roku 1918 v bytě v Karlíně, v roce 1924 se přestěhovali do vily Bianca v ulici Pod Kaštany čp. 19, v prominentní pražské čtvrti Bubeneč. V tomto reprezentativním sídle pak Loevenstein hostil řadu významných návštěv, včetně prezidenta Masaryka.

### Ve Škodových závodech
Začátkem léta 1919 získal zaměstnání ve Škodových závodech. S tímto podnikem zůstal Loevenstein spjat po celou svoji kariéru. Od srpna 1919 již zastával pozici generálního tajemníka. Těžká finanční situace koncernu hrozící bankrotem byla koncem léta 1919 řešena prodejem většinového podílu akcií francouzskému zbrojnímu koncernu Schneider et Cie. Od této chvíle podnik nesl nový název Akciová společnost, dříve Škodovy závody v Plzni. Přesto však trvala kritická situace kvůli nedostatku kapitálu, nevhodnému výrobnímu programu a vysoké režii.
Loevenstein v novém zaměstnání prokázal dravost a značné pracovní nasazení. Jeho velkým triumfem se stalo uzavření tzv. anglické půjčky v červnu 1923, která vyvázala koncern ze závislosti na domácím kapitálu (především Živnobanky), poskytla mu provozní prostředky a umožnila zahájit rozsáhlé investice pro konverzi na civilní výrobní program. Tento úspěch ho v konečném důsledku vynesl do křesla generálního ředitele koncernu, jímž byl jmenován 13. prosince 1923. Po smrti dosavadního předsedy správní rady Josefa Šimonka v roce 1934 pak převzal i tuto funkci.
Charakteristickým rysem Karla Loevensteina jako manažera byla jeho univerzálnost - kromě ekonomických a právních záležitostí se dokázal dobře orientovat i v záležitostech technických. Nezvyklá byla i jeho dobrá znalost několika cizích jazyků. To vše mu umožňovalo vést podnik podle svých představ a dávalo mu výhodu nad povětšinou jednostranně zaměřenými manažery konkurenčních podniků, především ČKD.
Pod jeho vedením bylo především během druhé poloviny 20. let uskutečněno velké množství fúzí s československými průmyslovými podniky, které měly zvýšit soběstačnost a výrobní možnosti koncernu. Významným krokem v tomto směru bylo pohlcení automobilky Laurin & Klement v červenci 1925, nebo založení podniku Avia, čímž koncern vstoupil do oblasti leteckého průmyslu. Loevensteinovým konečným cílem bylo ovládnutí československého průmyslu škodováckým koncernem. Jeho hlavním protivníkem v tomto zápasu byl především konglomerát ČKD a Živnobanky, navenek zastupovaný Jaroslavem Preissem. Loevenstein se také zaměřil na rozšiřování zahraničních odbytišť, kde se důležitým krokem stalo založení obchodní společnosti Omnipol. Pod jeho vedením překonal plzeňský koncern i nejhorší roky velké hospodářské krize, poznamenané tvrdou konkurenční válkou s ČKD a zahraničními koncerny.

### Dobřenickým velkostatkářem

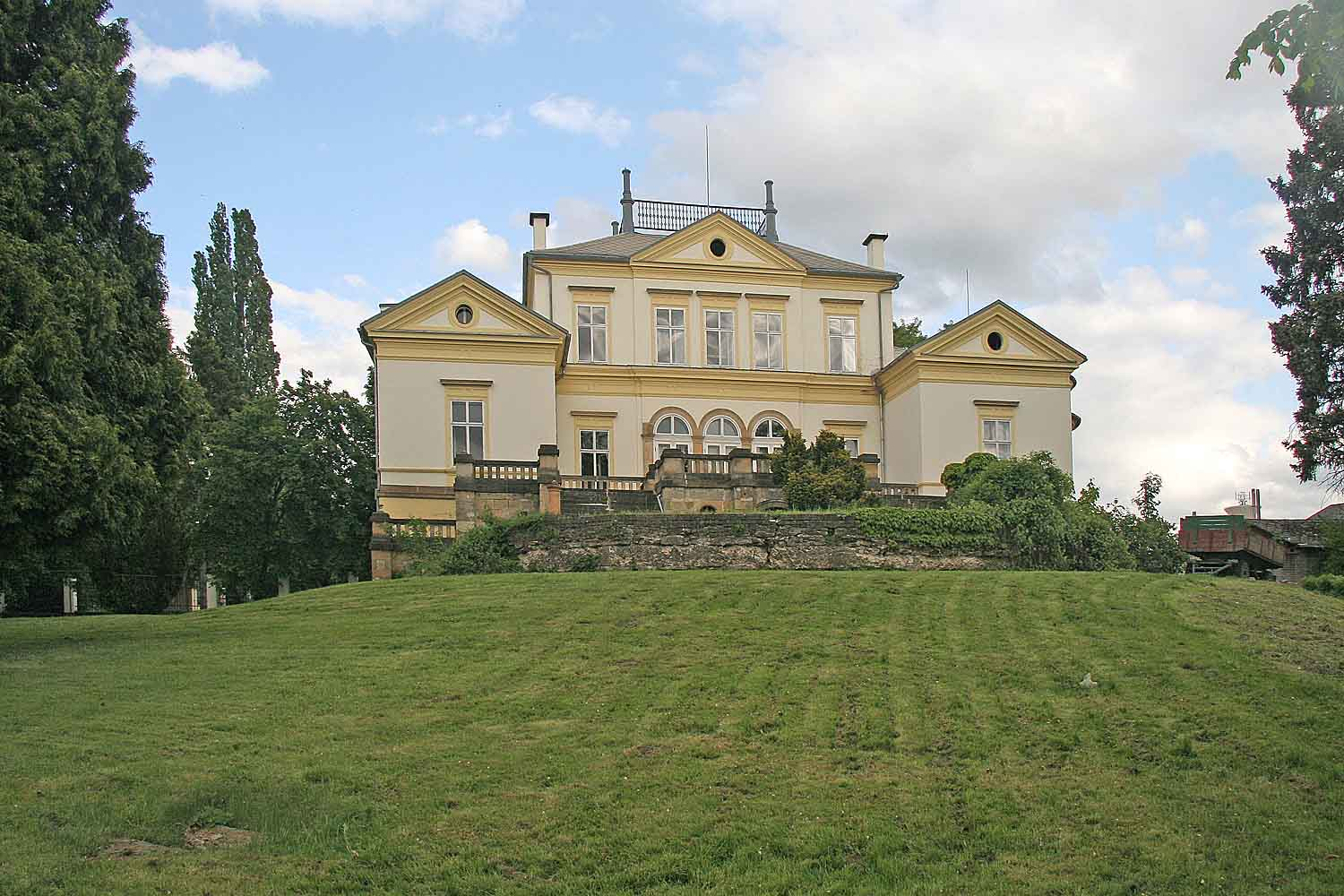
Zámek Dobřenice

Roku 1928 zakoupil Loevenstein velkostatek se zámkem v Dobřenicích nedaleko Hradce Králové. Do jeho rozvoje a modernizace během let značně investoval. Dobřenické sídlo mu sloužilo pro rekreaci i pro práci, v neposlední řadě plnilo i funkci reprezentační. Na dobřenickém panství Loevenstein pořádal proslulé hony, jichž se účastnili obchodní partneři i osobnosti z řad politických, vojenských a hospodářských kruhů. Na dobřenickém hřbitově také nechal vybudovat rodinnou hrobku.

### Politické zájmy
Přestože zřejmě nikdy nebyl členem žádné politické strany, měl ze své pozice kapitána největšího průmyslového koncernu v zemi značný politický vliv, čemuž napomáhalo i množství známostí s vlivnými osobnostmi, které navazoval již od studentských let. Toho dovedl obratně využívat ve prospěch podniku. Blízké vztahy udržoval především s představiteli agrární strany.

### Závěr života
Kvůli vysokému pracovnímu vypětí a špatné životosprávě (Loevenstein byl silným kuřákem) se jeho zdravotní stav zhoršoval již před polovinou 30. let. Od ledna 1937 již byl nucen stále častěji setrvávat na léčení doma nebo v zahraničí, v létě mu byla diagnostikována angina pectoris. Začátkem října 1937 odcestoval na léčení do vídeňského Cottage Sanatoria. Během října mu byl udělen čestný doktorát Vysoké školy technické Dr. E. Beneše v Brně, který však nemohl kvůli zdravotnímu stavu osobně převzít. V prosinci 1937 byl převezen do své pražské vily Bianca. Jeho stav se stal koncem ledna 1938 kritickým. Zemřel na zápal plic a srdeční komplikace 2. února 1938. O tři dny později byl pochován do rodinné hrobky v Dobřenicích. Jeho pohřeb se stal významnou událostí, které se účastnily špičky politického a hospodářského života republiky.

## Ocenění
- Rytíř Řádu čestné legie (1. 1. 1936)[24]
- Doctor honoris causa Vysoké školy technické Dr. E. Beneše (20. 10. 1937)